# Jablonné nad Orlicí
Jablonné nad Orlicí é uma cidade checa localizada na região de Pardubice, distrito de Ústí nad Orlicí.